# Château de Pardaillan (Beaucaire)
Pour les articles ayant des titres homophones, voir Château de Pardailhan et Château des Pardailhan.
Le château de Pardailhan, Pardailhan ou Pardeilhan, situé dans la commune de Beaucaire dans le département du Gers, est un château de « type gascon ».

## Situation
Le château est situé au sud-ouest du village de Beaucaire, à 700 m au sud-est du hameau de Pardailhan, sur le plateau de Betbésé, au-dessus de la confluence des ruisseaux du Merlat, de Mardan et la rivière de la Bèze qui se jette dans la Baïse à Beaucaire.

## Historique
Les châteaux gascons ont été construits de part et d'autre d'une nouvelle frontière entre les domaines dépendant du roi de France et de ceux du roi d'Angleterre après la mort sans héritier de Jeanne de Toulouse définie par le traité d'Amiens de 1279 qui rendait l'Agenais et le Condomois au roi d'Angleterre Édouard Ier, duc d'Aquitaine alors que le comté de Fezensac restait sous la suzeraineté française.
Le château appartenait à la famille de Pardailhan ou Pardaillan qui est connue depuis le XIe siècle en la personne de Pons de Pardaillan, seigneur de Gondrin, qui teste en 1074. La terre de Pardaillan est restée dans la branche aînée de la famille. La terre de Gondrin est passée à une branche d'où sont issus les marquis de Montespan et les ducs d'Antin. La baronnie de Pardaillan était, avec Montaut, Montesquiou et L'Isle-Arbéchan (L'Isle-de-Noé), une des quatre baronnies du Fezensac.
Le berceau de la famille était probablement situé au nord de Beaucaire, sur le bord de la Baïse, sur le site de la Tourraque appelé dans les anciens actes Pardaillan-Vieil. Les seigneurs ont voulu construire une bastide sur le site du hameau de Pardailhan dont il subsiste une copie des coutumes datée de 1475. C'est probablement dans son église que se trouvait le centre de l'archidiaconé de Pardaillan qui comprenait les archiprêtrés de Valence et de La Sauvetat. Bertrand de Pardaillan, né en 1348/1349, fils d'Esclarmonde de Pardaillan, seigneur de Pardaillan et vicomte de Juillac, est fait prisonnier à la bataille de Launac, le 5 décembre 1362, par Gaston Fébus. Il est délivré après le paiement d'une rançon estimée à 100 000 livres. En 1378, il reconnaît tenir en fief noble du comte d'Armagnac le lieu de Pardaillan (fief de Pardaillan-Betbézé). Il meurt en 1413 après le mariage de sa fille Jacquette de Pardaillan.
Peu de documents permettent de préciser l'histoire du château. Jacques Gardelles remarque qu'on ne sait pas si le nom du château actuel vient du site de Pardaillon-Vieil, dans la vallée de la Baïse, s'il succède à un château de Betbézé cité en 1286 par le baron Odon de Pardaillan ou s'il remplace un « castrum Pardillani » mentionné en 1163 dans une bulle du pape Alexandre III.
Le château date au plus tard du début du XIVe siècle. Le mur d'enceinte est entre le donjon et la tour circulaire a été reconstruit du XVIe siècle.
Le château est ruiné depuis la Révolution.

## Architecture
Le château se compose d'une grande enceinte presque rectangulaire flanquée d'un donjon carré à l'angle nord-est, d'une tour cylindrique à l'angle au sud-est de l'enceinte avec une tour-porte au milieu du petit côté au sud donnant accès à une grande cour de 30 m par 50 m. Le grand mur ouest est percé de douze archères cruciformes ouvertes dans niches en plein cintre placées de 4 m en 4 m. Le mur d'enceinte est reconstruit au XVIe siècle n'a pas d'archères. Au fond de la cour, accolé au donjon se trouvait le logis auquel on accédait par une tour-porte.